# Robert Lloyd (poète)
Pour les articles homonymes, voir Lloyd.
Robert Lloyd est un poète anglais, né à Londres en 1733 et mort en 1764. 
Il montra de bonne heure de grandes dispositions pour la poésie, s’adonna à l’enseignement, puis se lança dans la vie littéraire et mena une existence des plus désordonnées. Jeté en prison pour dettes il se vit abandonné par tous ses compagnons de plaisir et mourut à trente ans peu après avoir recouvré la liberté. 
Lloyd manquait d’originalité et son style était dépourvu d’élégance; mais il avait de la verve, de l’esprit et une grande facilité. 

## Œuvres
Il collabora à diverses revues, commença à se faire connaître par son poème intitulé l’Acteur (1760), fit jouer au théâtre de Drury-Lane les Larmes et le triomphe du Parnasse (1700) ; l’Arcadie ou la Noce du berger (1762) ; composa une tragédie, la Mort d’Adam; un opéra-comique, les Amants capricieux (1763), et des poésies diverses. Ses Œuvres poétiques ont été publiées à Londres (1774, 2 vol.).

## Source
« Robert Lloyd (poète) », dans Pierre Larousse, Grand dictionnaire universel du XIXe siècle, Paris, Administration du grand dictionnaire universel, 15 vol., 1863-1890 [détail des éditions].